# Erik Jonsson (Sportschütze)
Erik Jonsson (* 12. Dezember 1873 in Arbrå; † 15. Oktober 1958 ebenda) war ein schwedischer Sportschütze. 

## Karriere
Erik Jonsson belegte bei den Olympischen Spielen 1912 im Dreistellungskampf mit dem Armeegewehr den 19. Platz.